# Championnats d'Amérique du Nord de patinage artistique 1967
Navigation
Édition précédente Édition suivante
Les 22e championnats d'Amérique du Nord de patinage artistique ont lieu du 10 au 12 février 1967 à Montréal dans la province de Québec au Canada. C'est la seconde fois que Montréal organise les championnats nord-américains après l'édition de 1935.
Quatre épreuves y sont organisées: messieurs, dames, couples artistiques et danse sur glace.
L'évènement est initialement prévu à l'Aréna Maurice-Richard, mais les employés municipaux de Montréal s'étant mis en grève une semaine avant, la patinoire municipale ne peut plus organiser les championnats. Dans l'urgence, Patinage Canada décide de diviser l'évènement en trois sites : l'Aréna Mont-Royal, l'Aréna McConnell de l'Université McGill et le Centre sportif de l'Université de Montréal.

## Podiums
| Épreuves                            | Or                                 | Argent                      | Bronze                             |
| ----------------------------------- | ---------------------------------- | --------------------------- | ---------------------------------- |
| Messieurs résultats détaillés       | Donald Knight                      | Scott Allen                 | Gary Visconti                      |
| Dames résultats détaillés           | Peggy Fleming                      | Valerie Jones               | Albertina Noyes                    |
| Couples résultats détaillés         | Cynthia Kauffman / Ronald Kauffman | Susan Berens / Roy Wagelein | Betty Jean Lewis / Richard Gilbert |
| Danse sur glace résultats détaillés | Lorna Dyer / John Carrell          | Joni Graham / Don Phillips  | Judy Schwomeyer / James Sladky     |

## Tableau des médailles
| Rang  | Nation     | Or | Argent | Bronze | Total |
| ----- | ---------- | -- | ------ | ------ | ----- |
| 1     | États-Unis | 3  | 2      | 4      | 9     |
| 2     | Canada     | 1  | 2      | 0      | 3     |
| Total | Total      | 4  | 4      | 4      | 12    |

## Détails des compétitions

### Messieurs
| Rang | Nom              | Pays       |
| ---- | ---------------- | ---------- |
| 1    | Donald Knight    | Canada     |
| 2    | Scott Allen      | États-Unis |
| 3    | Gary Visconti    | États-Unis |
| 4    | Jay Humphry      | Canada     |
| 5    | Tim Wood         | États-Unis |
| 6    | Charles Snelling | Canada     |

### Dames
| Rang | Nom             | Pays       |
| ---- | --------------- | ---------- |
| 1    | Peggy Fleming   | États-Unis |
| 2    | Valerie Jones   | Canada     |
| 3    | Albertina Noyes | États-Unis |
| 4    | Karen Magnussen | Canada     |
| 5    | Roberta Laurent | Canada     |
| 6    | Jennie Walsh    | États-Unis |

### Couples
| Rang | Nom                                | Pays       |
| ---- | ---------------------------------- | ---------- |
| 1    | Cynthia Kauffman / Ronald Kauffman | États-Unis |
| 2    | Susan Berens / Roy Wagelein        | États-Unis |
| 3    | Betty Jean Lewis / Richard Gilbert | États-Unis |
| 4    | Anna Forder / Richard Stephens     | Canada     |
| 5    | Betty McKilligan / John McKilligan | Canada     |
| 6    | Alexis Shields / Chris Shields     | Canada     |

### Danse sur glace
| Rang | Nom                            | Pays       |
| ---- | ------------------------------ | ---------- |
| 1    | Lorna Dyer / John Carrell      | États-Unis |
| 2    | Joni Graham / Don Phillips     | Canada     |
| 3    | Judy Schwomeyer / James Sladky | États-Unis |
| 4    | Alma Davenport / Roger Berry   | États-Unis |
| 5    | Judy Henderson / John Bailey   | Canada     |
| 6    | Maureen Peever / Wayne Palmer  | Canada     |